# Jamila Sanmoogan
Jamila Sanmoogan (ur. 20 marca 1997 w Georgetown) – gujańska pływaczka, uczestniczka igrzysk olimpijskich w 2016 roku. 

## Życiorys
Ukończyła fizjoterapię na uniwersytecie w Cali. Reprezentowała Gujanę podczas Letnich Igrzysk Olimpijskich w 2016 roku na igrzyskach w Rio de Janeiro, gdzie wzięła udział w wyścigu pływackim na dystansie 50 metrów stylem dowolnym. Uzyskała czas 28,88 zajmując 63. miejsce niepremiujące awansem do kolejnego etapu rywalizacji. W 2018 uczestniczyła w Igrzyskach Wspólnoty Narodów. Wystąpiła także na dwóch edycjach mistrzostw świata, gdzie zajęła odległe lokaty.